# Eredivisie (mannenhandbal) 2021/22
De Eredivisie 2021/22 is de hoogste afdeling van het Nederlandse handbal bij de heren op landelijk niveau. Er nemen zestien teams deel aan de reguliere competitie.
Op 23 maart 2021 maakte KEMBIT-LIONS bekent dat de licenties van de het tweede team en van A-jeugdteam van KEMBIT-LIONS niet meer onder het samenwerkingsverdrag van Tophandbal Zuid-Limburg vallen, maar deze terug te geven aan de verenigingen die onder de vlag van het THZL vallen, Vlug en Lenig en Sittardia. KEMBIT-LIONS 2 speelde onder de licentie van Vlug en Lenig. Daarom spelen de heren de jeugd- als de seniorenteams per ingang van het seizoen 2021/2022 onder de naam van V&L-Sittardia Combinatie. In de eredivisie speelt de combinatie team onder de naam van Vlug en Lenig.
Door het terugtrekken van The Dome/Handbal Houten in het seizoen 2020/2021 uit de BENE-League. Is het seizoen 2020/2021 met vijf Nederlandse teams in de BENE-League gespeeld. Door het vroegtijdig stilleggen van het seizoen heeft Quintus een promotieverzoek ingediend bij het NHV voor een eventuele promotie van het eerste herenteam naar de BENE-League. Op 17 mei 2021 publiceerde het NHV dat Quintus per ingang van het seizoen 2021/2022 in de BENE-League mag spelen. Quintus speelde vorig seizoen wel mee in de HandbalNL League, maar mocht niet meespelen voor de landstitel De plek van Quintus in de eredivisie werd opgevuld door het Haagse EHC.

## Opzet
- De nummer 1 van de heren eredivisie promoveert naar de BENE-League. Indien nummer 1 van de heren eredivisie is uitgesloten van deelname aan de BENE-League en derhalve niet kan promoveren, wordt deze vervangen door het eerstvolgende team in de eindrangschikking van de heren eredivisie.
- Tweede teams die al een eerste team in de BENE-League hebben zijn van deelname uitgesloten. Deze teams wordt vervangen door het eerstvolgende team in de eindrangschikking van de eredivisie.
- De nummers 1 t/m 5 van de eredivisie zijn rechtstreeks geplaatst voor de 1/8 finales van de landelijke bekercompetitie 2022/2023.
- De nummer 16 degradeert rechtstreeks naar de – visie, Indien een vereniging met een team dat uitkomt in de eredivisie geëindigd is op plaats 2 t/m 15, een tweede team heeft dat uitkomt in de eerste divisie, kan het team van betrokken vereniging niet in aanmerking komen voor promotie naar de eredivisie.

## Teams
| Ploeg                         | Plaats                | Provincie     | Trainer(s)                                                  | Hal                                           |
| ----------------------------- | --------------------- | ------------- | ----------------------------------------------------------- | --------------------------------------------- |
| Green Park Handbal Aalsmeer 2 | Aalsmeer              | Noord-Holland | Djordje Stevanović                                          | De Bloemhof                                   |
| Herpertz Bevo HC 2            | Panningen             | Limburg       | Sven Hemmes                                                 | De Heuf                                       |
| BFC                           | Beek                  | Limburg       | Maurice Canton                                              | De Haamen                                     |
| DFS Arnhem/Huissen HV         | Arnhem - Huissen      | Gelderland    | Pascal Lucassen                                             | Rijkerswoerd                                  |
| Dynamico                      | Oss                   | Noord-Brabant | Vladan Mijalković                                           | Rusheuvel                                     |
| Oosting Metaal Recycling/E&O  | Emmen                 | Drenthe       | Henrik Bergholt                                             | Oosting Arena                                 |
| EHC                           | Leidschendam-Voorburg | Zuid-Holland  | André van den Bosch                                         | European Sports Dome                          |
| Feyenoord Handbal             | Rotterdam             | Zuid-Holland  | Mohsen Daghrir                                              | Wielewaal                                     |
| GHV                           | Goirle                | Noord-Brabant | Damir Josipovic                                             | De Wissel                                     |
| Havas                         | Almere                | Flevoland     | Sicco Timmerman                                             | Stedenwijk                                    |
| IMTO Benelux/Hellas           | 's-Gravenhage         | Zuid-Holland  | Joris Witjens Maarten Roestenburg ontslagen in januari 2022 | Hellashal                                     |
| The Dome/Handbal Houten       | Houten                | Utrecht       | Freek Gielen                                                | The Dome                                      |
| RED-RAG/Tachos                | Waalwijk              | Noord-Brabant | Hans van Dijk                                               | De Slagen                                     |
| Vlug en Lenig                 | Geleen                | Limburg       | Martin Vlijm                                                | Glanerbrook Fletcher Wellness-Hotel (Sittard) |
| AutoCrew de Groot/Volendam 2  | Volendam              | Noord-Holland | Martijn Cappel                                              | Opperdam                                      |
| B&B Healthcare/WHC-Hercules   | 's-Gravenhage         | Zuid-Holland  | Bart de Koning Richard Rijkens                              | Loosduinen Boswijk                            |

1. Jordi Govaarts ·
2. Stef Schoonbrood ·
3. Dimi Keltjens ·
4. Stan Dohmen ·
6. Rik Elissen ·
7. Steffan Lemmens ·
8. Teun Lemmens ·
10. Jordi Cremers ·
11. Ryan Houben ·
12. Jeroen Croonen ·
14. Jur Eussen ·
15. Koen Vliegen ·
16. Dani Lemmens ·
19. Tim Vorstenbosch ·
20. Ivo Elissen ·
28. Martijn Meijer ·
32. Quillan Kuipers ·
Coach: Maurice Canton
· Assistent-coach: Martijn Meij
Wouter Sijpkes ·
Rick Wielag ·
Michael Wennink ·
Daan Molenbroek ·
Koen Schoemaker ·
Emiel Wehkamp ·
Peter Woelders ·
Calvin Zonnevijle ·
Emiel Fokkens ·
Geert Herm De Goeijen ·
Jeroen Fokkens ·
Justin Karsten ·
Maarten Wilms ·
Matz Wesseling ·
Tom Grouwe ·
Coach:  Henrik Bergholt
2. Mark Beaumont ·
3. Jesper Hamans ·
5. Ryan Kusters ·
7. Lou Peters ·
8. Stef Schreurs ·
9.  Tristen Boiten ·
10. Damiano Caddeo  ·
11. Daan van Straeten ·
16. Sef Gielen ·
20. Marnix Buquet ·
22. Yakko Bannnink ·
31. Killian Von Den Hoff ·
33. Cas Driessen ·
Coach: Martin Vlijm

## Stand
| Pos | Club                          | Wed | W  | G | V  | Ptn | DV   | DT   | +/−  | Opmerking                                |
| --- | ----------------------------- | --- | -- | - | -- | --- | ---- | ---- | ---- | ---------------------------------------- |
| 1   | RED-RAG/Tachos                | 30  | 27 | 2 | 1  | 56  | 1004 | 804  | +200 | Promotie BENE-League en HandbalNL League |
| 2   | BFC                           | 30  | 22 | 3 | 5  | 47  | 921  | 771  | +150 |                                          |
| 2   | The Dome/Handbal Houten       | 30  | 23 | 1 | 6  | 47  | 990  | 847  | +143 |                                          |
| 4   | Green Park Handbal Aalsmeer 2 | 30  | 17 | 4 | 9  | 38  | 904  | 807  | +97  |                                          |
| 5   | DFS Arnhem/Huissen HV         | 30  | 17 | 3 | 10 | 37  | 928  | 807  | +49  |                                          |
| 6   | Herpertz Bevo HC 2            | 30  | 16 | 4 | 10 | 37  | 902  | 834  | +68  |                                          |
| 7   | B&B Healthcare/WHC-Hercules   | 30  | 14 | 3 | 13 | 31  | 834  | 802  | +32  |                                          |
| 8   | Oosting Metaal Recycling/E&O  | 30  | 13 | 5 | 12 | 31  | 845  | 861  | -16  |                                          |
| 9   | IMTO Benelux/Hellas           | 30  | 13 | 3 | 14 | 29  | 796  | 810  | -14  |                                          |
| 10  | AutoCrew de Groot/Volendam 2  | 30  | 12 | 2 | 16 | 26  | 904  | 944  | -40  |                                          |
| 11  | Dynamico                      | 30  | 9  | 2 | 19 | 20  | 745  | 886  | -141 |                                          |
| 12  | GHV                           | 30  | 8  | 3 | 19 | 19  | 897  | 1024 | -127 |                                          |
| 13  | EHC                           | 30  | 7  | 4 | 19 | 18  | 810  | 929  | -119 |                                          |
| 14  | Havas                         | 30  | 8  | 1 | 21 | 17  | 854  | 925  | -71  |                                          |
| 15  | Feyenoord Handbal             | 30  | 7  | 1 | 22 | 15  | 861  | 959  | -98  |                                          |
| 16  | Vlug en Lenig                 | 30  | 6  | 1 | 23 | 13  | 734  | 847  | -113 | Degradatie naar de eerste divisie        |

Bron: NHV Uitslagen-standen
- [8] Uitgesloten voor evt. promotie naar de BENE-League.
- [7] Uitsluiting promotie BENE-League tot 2022/23.

## Uitslagen
|                               | AAL     | BEV     | BFC     | D&H     | DYN     | E&O     | EHC     | FEY     | GHV     | HAV     | HEL     | HOU     | TAC     | V&L     | VOL     | W&H     |
| ----------------------------- | ------- | ------- | ------- | ------- | ------- | ------- | ------- | ------- | ------- | ------- | ------- | ------- | ------- | ------- | ------- | ------- |
| Green Park Handbal Aalsmeer 2 |         | 29 – 30 | 25 – 19 | 34 – 31 | 28 – 21 | 34 – 35 | 34 – 20 | 39 – 23 | 37 – 23 | 28 – 28 | 33 – 25 | 21 – 24 | 27 – 35 | 23 – 18 | 36 – 31 | 31 – 23 |
| Herpertz Bevo HC 2            | 29 – 29 | 00 – 00 | 35 – 25 | 32 – 29 | 32 – 23 | 29 – 31 | 34 – 34 | 29 – 24 | 31 – 35 | 35 – 27 | 30 – 20 | 33 – 27 | 20 – 27 | 25 – 21 | 26 – 31 | 28 – 23 |
| BFC                           | 29 – 26 | 30 – 29 | 00 – 00 | 42 – 28 | 29 – 22 | 29 – 22 | 31 – 20 | 32 – 27 | 41 – 22 | 32 – 18 | 32 – 23 | 29 – 17 | 23 – 29 | 23 – 19 | 27 – 26 | 40 – 31 |
| DFS Arnhem/Huissen HV         | 28 – 28 | 26 – 26 | 27 – 26 | 00 – 00 | 33 – 28 | 32 – 25 | 37 – 22 | 25 – 30 | 43 – 32 | 32 – 31 | 26 – 26 | 32 – 31 | 30 – 36 | 31 – 34 | 35 – 23 | 31 – 27 |
| Dynamico                      | 18 – 31 | 19 – 30 | 21 – 33 | 20 – 34 | 00 – 00 | 30 – 25 | 31 – 27 | 18 – 30 | 30 – 38 | 33 – 30 | 32 – 31 | 30 – 36 | 26 – 26 | 29 – 21 | 24 – 15 | 20 – 37 |
| Oosting Metaal Recycling/E&O  | 28 – 28 | 32 – 30 | 29 – 24 | 28 – 31 | 37 – 30 | 00 – 00 | 29 – 20 | 38 – 30 | 35 – 26 | 26 – 25 | 31 – 30 | 22 – 32 | 24 – 34 | 26 – 22 | 32 – 32 | 23 – 28 |
| EHC                           | 27 – 32 | 37 – 31 | 26 – 38 | 32 – 29 | 25 – 25 | 23 – 23 | 00 – 00 | 28 – 27 | 32 – 34 | 25 – 36 | 24 – 33 | 24 – 26 | 22 – 28 | 28 – 19 | 29 – 35 | 26 – 36 |
| Feyenoord Handbal             | 33 – 27 | 19 – 32 | 31 – 34 | 29 – 30 | 22 – 26 | 22 – 26 | 28 – 30 | 00 – 00 | 39 – 29 | 40 – 31 | 21 – 27 | 35 – 42 | 27 – 44 | 36 – 33 | 33 – 44 | 33 – 36 |
| GHV                           | 35 – 36 | 27 – 36 | 35 – 35 | 26 – 32 | 27 – 25 | 37 – 30 | 32 – 36 | 24 – 24 | 00 – 00 | 36 – 38 | 32 – 32 | 26 – 39 | 24 – 32 | 36 – 27 | 33 – 38 | 26 – 35 |
| Havas                         | 29 – 33 | 32 – 36 | 23 – 29 | 28 – 31 | 27 – 28 | 24 – 33 | 29 – 30 | 31 – 32 | 36 – 32 | 00 – 00 | 22 – 21 | 26 – 37 | 30 – 31 | 25 – 24 | 36 – 31 | 22 – 26 |
| IMTO Benelux/Hellas           | 24 – 26 | 34 – 28 | 23 – 44 | 27 – 28 | 21 – 27 | 33 – 22 | 27 – 24 | 32 – 29 | 28 – 20 | 33 – 32 | 00 – 00 | 21 – 21 | 30 – 32 | 23 – 17 | 30 – 22 | 17 – 20 |
| The Dome/Handbal Houten       | 32 – 31 | 33 – 26 | 29 – 30 | 34 – 33 | 36 – 27 | 40 – 31 | 41 – 25 | 37 – 34 | 37 – 31 | 41 – 30 | 23 – 30 | 00 – 00 | 29 – 33 | 32 – 29 | 42 – 40 | 35 – 28 |
| RED-RAG/Tachos                | 33 – 27 | 33 – 32 | 28 – 28 | 31 – 30 | 37 – 22 | 31 – 28 | 35 – 28 | 38 – 32 | 52 – 31 | 29 – 25 | 30 – 19 | 35 – 34 | 00 – 00 | 37 – 24 | 41 – 36 | 34 – 22 |
| Vlug en Lenig                 | 22 – 31 | 21 – 26 | 27 – 30 | 23 – 26 | 27 – 23 | 20 – 20 | 30 – 29 | 32 – 30 | 25 – 30 | 34 – 26 | 24 – 26 | 21 – 33 | 25 – 32 | 00 – 00 | 34 – 29 | 20 – 21 |
| AutoCrew de Groot/Volendam 2  | 30 – 29 | 25 – 30 | 24 – 24 | 33 – 40 | 32 – 27 | 31 – 30 | 32 – 30 | 34 – 22 | 32 – 35 | 28 – 34 | 40 – 27 | 19 – 40 | 26 – 38 | 29 – 23 | 00 – 00 | 27 – 31 |
| B&B Healthcare/WHC-Hercules   | 24 – 31 | 31 – 31 | 32 – 33 | 35 – 28 | 29 – 16 | 24 – 24 | 27 – 27 | 31 – 19 | 31 – 23 | 19 – 23 | 21 – 23 | 26 – 30 | 23 – 31 | 31 – 21 | 26 – 29 | 00 – 00 |

Bron: NHV Uitslagen-standen